# 景和
景和（465年八月—十一月）是南朝宋前废帝刘子业的年號，共计4个月。

## 纪年
| 景和 | 元年  |
| ---- | ----- |
| 公元 | 465年 |
| 干支 | 乙巳  |

## 參看
- 中国年号索引
- 同期存在的其他政权年号
  - 和平（460年正月－465年十二月）：北魏政权北魏文成帝拓跋濬年号
  - 永康（464年－484年）：柔然政权受罗部真可汗予成年号